# Formicivora melanogaster
Formicivora melanogaster là một loài chim trong họ Thamnophilidae.